# Eserydssjön
Eserydssjön är en sjö i Hylte kommun i Småland och ingår i Nissans huvudavrinningsområde. Sjön har en area på 0,108 kvadratkilometer och ligger 160 meter över havet. Sjön avvattnas av vattendraget Bergån. Vid provfiske har abborre, gädda och mört fångats i sjön.

## Delavrinningsområde
Eserydssjön ingår i det delavrinningsområde (633139-135826) som SMHI kallar för Ovan 632946-135704. Medelhöjden är 170 meter över havet och ytan är 3,86 kvadratkilometer. Det finns inga avrinningsområden uppströms utan avrinningsområdet är högsta punkten. Bergån som avvattnar avrinningsområdet har biflödesordning 3, vilket innebär att vattnet flödar genom totalt 3 vattendrag innan det når havet efter 82 kilometer. Avrinningsområdet består mestadels av skog (61 procent) och jordbruk (15 procent). Avrinningsområdet har 0,57 kvadratkilometer vattenytor vilket ger det en sjöprocent på 14,8 procent.